# غرينوود (كارولاينا الجنوبية)
غرينوود (بالإنجليزية: Greenwood, South Carolina)‏ هي مدينة تقع في الولايات المتحدة في Greenwood County. يقدر عدد سكانها بـ 23,222 نسمة ومساحتها 35.5 كم2 وترتفع عن سطح البحر 202 متر.

## التركيبة السكانية
حدّد مكتب تعداد الولايات المتحدة بيانات التركيبة السكانية لغرينوود في تعداد الولايات المتحدة. في ما يلي، التركيبة السكانية حسب تعدادي 2000 و2010.

### تعداد عام 2000
بلغ عدد سكان غرينوود 22,071 نسمة بحسب تعداد عام 2000، وبلغ عدد الأسر 8,496 أسرة وعدد العائلات 5,172 عائلة مقيمة في المدينة. في حين سجلت الكثافة السكانية 517.9 نسمة لكل كيلومتر مربع (1,341.4/ميل2). وبلغ عدد الوحدات السكنية 9,373 وحدة بمتوسط كثافة قدره 219.9 لكل كيلومتر مربع (569.5/ميل2).
وتوزع التركيب العرقي للمدينة بنسبة 50.10% من البيض و45.51% من الأمريكيين الأفارقة و0.19% من الأمريكيين الأصليين و0.87% من الأمريكيين ذوي الأصول الآسيوية و0.07% من سكان جزر المحيط الهادئ و2.41% من الأعراق الأخرى و0.85% من عرقين مختلطين أو أكثر و6.52% من الهسبانيون أو اللاتينيون من أي عرق.
بلغ عدد الأسر 8,496 أسرة كانت نسبة 33.8% منها لديها أطفال تحت سن الثامنة عشر تعيش معهم، وبلغت نسبة الأزواج القاطنين مع بعضهم البعض 34.5% من أصل المجموع الكلي للأسر، ونسبة 21% من الأسر كان لديها معيلات من الإناث دون وجود شريك،  بينما كانت نسبة 5.4% من الأسر لديها معيلون من الذكور دون وجود شريكة وكانت نسبة 39.1% من غير العائلات. تألفت نسبة 32.4% من أصل جميع الأسر من عدة أفراد يعيشون في نفس المنزل ونسبة 12.9% كانت تتألف من شخص يعيش بمفرده يبلغ من العمر 65 عاماً أو أكثر. وبلغ متوسط حجم الأسرة المعيشية 2.41، أما متوسط حجم العائلات فبلغ 3.05.
بلغ العمر الوسطي للسكان 31.6 عاماً. وكانت نسبة 24.2% من القاطنين تحت سن الثامنة عشر، وكانت نسبة 11.1% بين الثامنة عشر والرابعة والعشرين عاماً، ونسبة 26.7% كانت واقعةً في الفئة العمرية ما بين الخامسة والعشرين والرابعة والأربعين عاماً، ونسبة 17.3% كانت ما بين الخامسة والأربعين والرابعة والستين، ونسبة 13.3% كانت ضمن فئة الخامسة والستين عاماً فما فوق. يوجد لكل 100 أنثى 89.0 ذكر، ويوجد لكل 100 أنثى في الثامنة عشر من عمرها فما فوق 85.2 ذكر.
بلغ متوسط دخل الأسرة في المدينة 26,284 دولارًا، أما متوسط دخل العائلة فبلغ 32,573 دولارًا. وكان متوسط دخل الذكور 26,477 دولارًا مقابل 21,476 دولارًا للإناث. وسجل دخل الفرد الخاص بالمدينة 14,347 دولارًا. وكانت نسبة 18.1% من العائلات ونسبة 25% من السكان تحت خط الفقر، وكان من هؤلاء نسبة 35% تحت سن الثامنة عشر ونسبة 18% في الخامسة والستين من العمر وما فوق.

### تعداد عام 2010
بلغ عدد سكان غرينوود 23,222 نسمة بحسب تعداد عام 2010، وبلغ عدد الأسر 8,966 أسرة وعدد العائلات 5,269 عائلة مقيمة في المدينة. في حين سجلت الكثافة السكانية 544.9 نسمة لكل كيلومتر مربع (1,411.3/ميل2). وبلغ عدد الوحدات السكنية 10,230 وحدة بمتوسط كثافة قدره 240 لكل كيلومتر مربع (621.6/ميل2).
وتوزع التركيب العرقي للمدينة بنسبة 44.64% من البيض و44.74% من الأمريكيين الأفارقة و0.38% من الأمريكيين الأصليين و1.01% من الأمريكيين ذوي الأصول الآسيوية و0.06% من سكان جزر المحيط الهادئ و7.76% من الأعراق الأخرى و1.40% من عرقين مختلطين أو أكثر و10.98% من الهسبانيون أو اللاتينيون من أي عرق.
بلغ عدد الأسر 8,966 أسرة كانت نسبة 32.8% منها لديها أطفال تحت سن الثامنة عشر تعيش معهم، وبلغت نسبة الأزواج القاطنين مع بعضهم البعض 30.5% من أصل المجموع الكلي للأسر، ونسبة 22.5% من الأسر كان لديها معيلات من الإناث دون وجود شريك،  بينما كانت نسبة 5.8% من الأسر لديها معيلون من الذكور دون وجود شريكة وكانت نسبة 41.2% من غير العائلات. تألفت نسبة 34% من أصل جميع الأسر من عدة أفراد يعيشون في نفس المنزل ونسبة 13.1% كانت تتألف من شخص يعيش بمفرده يبلغ من العمر 65 عاماً أو أكثر. وبلغ متوسط حجم الأسرة المعيشية 2.38، أما متوسط حجم العائلات فبلغ 3.07.
بلغ العمر الوسطي للسكان 31.6 عاماً. وكانت نسبة 24.2% من القاطنين تحت سن الثامنة عشر، وكانت نسبة 15.8% بين الثامنة عشر والرابعة والعشرين عاماً، ونسبة 25.4% كانت واقعةً في الفئة العمرية ما بين الخامسة والعشرين والرابعة والأربعين عاماً، ونسبة 20.1% كانت ما بين الخامسة والأربعين والرابعة والستين، ونسبة 14.5% كانت ضمن فئة الخامسة والستين عاماً فما فوق. وتوزع التركيب الجنسي للسكان بنسبة 45.7% ذكور و54.3% إناث.

## أعلام
- غرينجر هاينز
- دبليو. جاسبر تالبرت
- بين كوتس
- جيروم سينغلتون
- غينز آدامز
- جوش نورمان
- إلبيرت اندروز